# Goldin (Unternehmen)
Goldin war der Markenname der Tankstellenkette Goldin Tankbetriebe GmbH, die 1956 vom Kohlenhändler Erhard Goldbach in Wanne-Eickel gegründet wurde und 1979 mit einer Steuerschuld von etwa 345 Millionen DM im bis heute größten Steuerskandal der Bundesrepublik in Konkurs ging.

## Hintergrund
Erhard Goldbach hatte in der zweiten Hälfte der 1970er-Jahre mit zuletzt über 260 Tankstellen die größte freie Tankstellenkette der Bundesrepublik. Durch weite Auslegung der DIN-Normen und Verkauf von Benzin an den Steuerbehörden vorbei unterbot er die Konkurrenz beim Preis für den Liter Benzin an der Zapfsäule dauerhaft um einige (meist zwei) Pfennige und trieb damit den Umsatz der Kette von 162 Mio. DM (1973) auf 2 Mrd. DM (1978) hoch. Dabei hatte er allerdings einen Schuldenberg von über 340 Mio. DM aufgetürmt. Mit einem Schneeballsystem, großen Umsätzen und Zukäufen finanzierte er die Steuerschulden, denn die Mineralölsteuer musste erst Monate später abgeführt werden.
Obwohl die Steuerbehörden bereits im Februar 1974 erhebliche Zweifel an der Korrektheit der Buchführung der Kette hatten, wurden zunächst keine weiteren Schritte unternommen. Zu diesem Zeitpunkt waren die Tankstellen nicht mehr rentabel, was aber unter anderem durch ungebremste Expansion verschleiert wurde. Goldin-Kraftstoffe wurden so auch an Tankstellen der Supermarktketten Ratio und Plaza verkauft. Unter anderem der damalige Bundesminister der Finanzen Hans Matthöfer protegierte Goldbach, der mit großen Jagdgesellschaften und einem eigenen Bordell – dem Hotel Club Harmonie in Rösrath – Entscheidungsträger für sich einzunehmen wusste. In der Zeit von 1974 bis 1979 soll Goldbach etwa 75 Millionen Liter unversteuerten Sprit verkauft haben. Alleine dafür hätte er circa 33 Millionen DM Mineralölsteuer abführen müssen. Ende 1977 erhielt Goldbach eine Staatsbürgschaft zur Sicherung eines 18-Millionen-Kredits der Bank für Gemeinwirtschaft. Mit den 18 Millionen wollte der Tankstellen-Konzern angeblich 30.000 Tonnen Treibstoff finanzieren, die Bonn als Pflichtreserve für Krisenzeiten verlangte. Den größten Teil dieser Reserve verkaufte Goldbach aber kurz darauf unter der Hand.
Am 28. Mai 1979 wurde eine unangekündigte Betriebsprüfung durch die Finanzbehörde angesetzt, die zur sofortigen Schließung der Tankstellen führte. Erhard Goldbach hatte sich zunächst rechtzeitig mit einigen Millionen DM ins Ausland abgesetzt und wurde deshalb 1979 auch in der Fahndungssendung Aktenzeichen XY … ungelöst international gesucht. Er wurde nach seiner Verhaftung in Boppard am 13. Februar 1980 wegen Betrugs zu sechs Jahren und sechs Monaten Haft und am 3. April 1985 wegen Steuerhinterziehung nochmals zu zwölf Jahren Haft verurteilt. Die durch die Geschäftstätigkeit eingenommenen, aber hinterzogenen Mittel in Millionenhöhe wurden nie gefunden.
Die über 260 Goldin-Tankstellen mit 400 Mitarbeitern wurden nach dem Konkurs meist von den Pächtern oder anderen Ölfirmen (z. B. Aral, weitere 70 Standorte durch UnionKraftstoff) übernommen.
Erhard Goldbach sponserte Westfalia Herne, die im Zuge dessen in die 2. Fußball-Bundesliga aufstiegen. 1977 wurde der Verein zeitweise in SC Westfalia Goldin 04 Herne umbenannt (Sportsponsoring).